# Olympische Sommerspiele 1972/Ringen – Freistil Federgewicht (Männer)
Das Freistilringen der Männer in der Klasse bis 62 kg bei den Olympischen Sommerspielen 1972 wurde vom 27. bis 31. August in der Ringer-Judo-Halle auf dem Messegelände Theresienhöhe ausgetragen.

## Wettkampfformat
Die Kampfzeit war auf drei Mal drei Minuten beschränkt. Ein Ringer blieb solange im Turnier, bis er mit sechs Minuspunkten belastet war. Sobald nur noch zwei oder drei Athleten übrig waren, wurde eine Finalrunde um die Medaillen ausgetragen.
Minuspunkte wurden wie folgt verteilt:
- 0,5: Sieg durch technische Überlegenheit
- 1: Sieg nach Punkten
- 2: Unentschieden
- 2,5: Unentschieden, Passivität
- 3: Niederlage nach Punkten
- 3,5: Niederlage durch technische Überlegenheit des Gegners
- 4:  Niederlage durch Schultersieg des Gegners, Passivität, Verletzung

## Ergebnisse
Legende
- MPG – Minuspunkte Gesamt
- MPK – Minuspunkte in diesem Kampf

### Runde 1
| MPG | MPK |                         | Zeit |                         | MPK | MPG |
| --- | --- | ----------------------- | ---- | ----------------------- | --- | --- |
| 0   | 0   | Petre Coman             | 2:52 | Carlos Hurtado          | 4   | 4   |
| 3,5 | 3,5 | Kenneth Dawes           |      | Patrick Bolger          | 0,5 | 0,5 |
| 4   | 4   | László Szabó            | 7:00 | Jorma Liimatainen       | 0   | 0   |
| 4   | 4   | Eliseo Salugta          | 0:24 | Iwan Krastew            | 0   | 0   |
| 4   | 4   | Orlando Gonçalves       | 2:35 | Vehbi Akdağ             | 0   | 0   |
| 3   | 3   | Zdzisław Stolarski      |      | Satpal Singh            | 1   | 1   |
| 1   | 1   | Théodule Toulotte       |      | Vicente Martínez        | 3   | 3   |
| 0   | 0   | Joseph Burge            | 2:56 | Panagiotis Koutsoupakis | 4   | 4   |
| 0,5 | 0,5 | Shamseddin Seyed-Abbasi |      | Stanislav Tůma          | 3,5 | 3,5 |
| 1   | 1   | José Ramos              |      | Gerhard Weisenberger    | 3   | 3   |
| 0,5 | 0,5 | Kiyoshi Abe             |      | Ahmad Djan              | 3,5 | 3,5 |
| 0   | 0   | Gene Davis              | 7:36 | Dsewegiin Oidow         | 4   | 4   |
| 3,5 | 3,5 | Jakob Tanner            |      | Sagalaw Abdulbekow      | 0,5 | 0,5 |

### Runde 2
| MPG | MPK |                         | Zeit |                         | MPK | MPG |
| --- | --- | ----------------------- | ---- | ----------------------- | --- | --- |
| 0   | 0   | Petre Coman             | 2:09 | Kenneth Dawes           | 4   | 7,5 |
| 8   | 4   | Carlos Hurtado          | 7:34 | Patrick Bolger          | 0   | 0,5 |
| 4   | 0   | László Szabó            | 1:18 | Eliseo Salugta          | 4   | 8   |
| 3   | 3   | Jorma Liimatainen       |      | Iwan Krastew            | 1   | 1   |
| 8   | 4   | Orlando Gonçalves       | 5:27 | Zdzisław Stolarski      | 0   | 3   |
| 0   | 0   | Vehbi Akdağ             | 7:26 | Satpal Singh            | 4   | 5   |
| 4   | 3   | Théodule Toulotte       |      | Joseph Burge            | 1   | 1   |
| 6   | 3   | Vicente Martínez        |      | Panagiotis Koutsoupakis | 1   | 5   |
| 1,5 | 1   | Shamseddin Seyed-Abbasi |      | José Ramos              | 3   | 4   |
| 6,5 | 3   | Stanislav Tůma          |      | Gerhard Weisenberger    | 1   | 4   |
| 1   | 0,5 | Kiyoshi Abe             |      | Gene Davis              | 3,5 | 3,5 |
| 4,5 | 1   | Ahmad Djan              |      | Jakob Tanner            | 3   | 6,5 |
| 8   | 4   | Dsewegiin Oidow         | 2:19 | Sagalaw Abdulbekow      | 0   | 0,5 |

### Runde 3
| MPG | MPK |                         | Zeit |                         | MPK | MPG |
| --- | --- | ----------------------- | ---- | ----------------------- | --- | --- |
| 0   | 0   | Petre Coman             | 8:45 | Patrick Bolger          | 4   | 4,5 |
| 7   | 3   | László Szabó            |      | Iwan Krastew            | 1   | 2   |
| 6   | 3   | Jorma Liimatainen       |      | Vehbi Akdağ             | 1   | 1   |
| 6   | 3   | Zdzisław Stolarski      |      | Théodule Toulotte       | 1   | 5   |
| 8   | 3   | Satpal Singh            |      | Joseph Burge            | 1   | 2   |
| 8,5 | 3,5 | Panagiotis Koutsoupakis |      | Shamseddin Seyed-Abbasi | 0,5 | 2   |
| 8   | 4   | José Ramos              | 4:12 | Kiyoshi Abe             | 0   | 1   |
| 5   | 1   | Gerhard Weisenberger    |      | Ahmad Djan              | 3   | 7,5 |
| 7,5 | 4   | Gene Davis              | 3:25 | Sagalaw Abdulbekow      | 0   | 0,5 |

### Runde 4
| MPG | MPK |                   | Zeit |                         | MPK | MPG |
| --- | --- | ----------------- | ---- | ----------------------- | --- | --- |
| 3   | 3   | Petre Coman       |      | Iwan Krastew            | 1   | 3   |
| 8   | 3,5 | Patrick Bolger    |      | Vehbi Akdağ             | 0,5 | 1,5 |
| 8,5 | 3,5 | Théodule Toulotte |      | Shamseddin Seyed-Abbasi | 0,5 | 2,5 |
| 3   | 1   | Joseph Burge      |      | Gerhard Weisenberger    | 3   | 8   |
| 4   | 3   | Kiyoshi Abe       |      | Sagalaw Abdulbekow      | 1   | 1,5 |

### Runde 5
| MPG | MPK |                         | Zeit |              | MPK | MPG |
| --- | --- | ----------------------- | ---- | ------------ | --- | --- |
| 6   | 3   | Petre Coman             |      | Vehbi Akdağ  | 1   | 2,5 |
| 3   | 0   | Iwan Krastew            | 8:43 | Joseph Burge | 4   | 7   |
| 5,5 | 3   | Shamseddin Seyed-Abbasi |      | Kiyoshi Abe  | 1   | 5   |
| 1,5 |     | Sagalaw Abdulbekow      |      | Freilos      |     |     |

### Runde 6
| MPG | MPK |                         | Zeit |              | MPK | MPG |
| --- | --- | ----------------------- | ---- | ------------ | --- | --- |
| 3,5 | 2   | Sagalaw Abdulbekow      |      | Iwan Krastew | 2   | 5   |
| 5,5 | 3   | Vehbi Akdağ             |      | Kiyoshi Abe  | 1   | 6   |
| 5,5 |     | Shamseddin Seyed-Abbasi |      | DNS          |     |     |

### Finalrunde
Ergebnisse aus den vorherigen Runden wurden übernommen (hell hinterlegt).
| MPG | MPK |                    | Zeit |              | MPK | MPG |
| --- | --- | ------------------ | ---- | ------------ | --- | --- |
|     | 2   | Sagalaw Abdulbekow |      | Iwan Krastew | 2   |     |
| 2   | 0   | Sagalaw Abdulbekow | 2:57 | Vehbi Akdağ  | 4   |     |
| 5   | 3   | Iwan Krastew       |      | Vehbi Akdağ  | 1   | 5   |